# Sel'skij vrač
Sel'skij vrač (Сельский врач) è un film del 1951 diretto da Sergej Apollinarievič Gerasimov.